# Pomme de terre transgénique

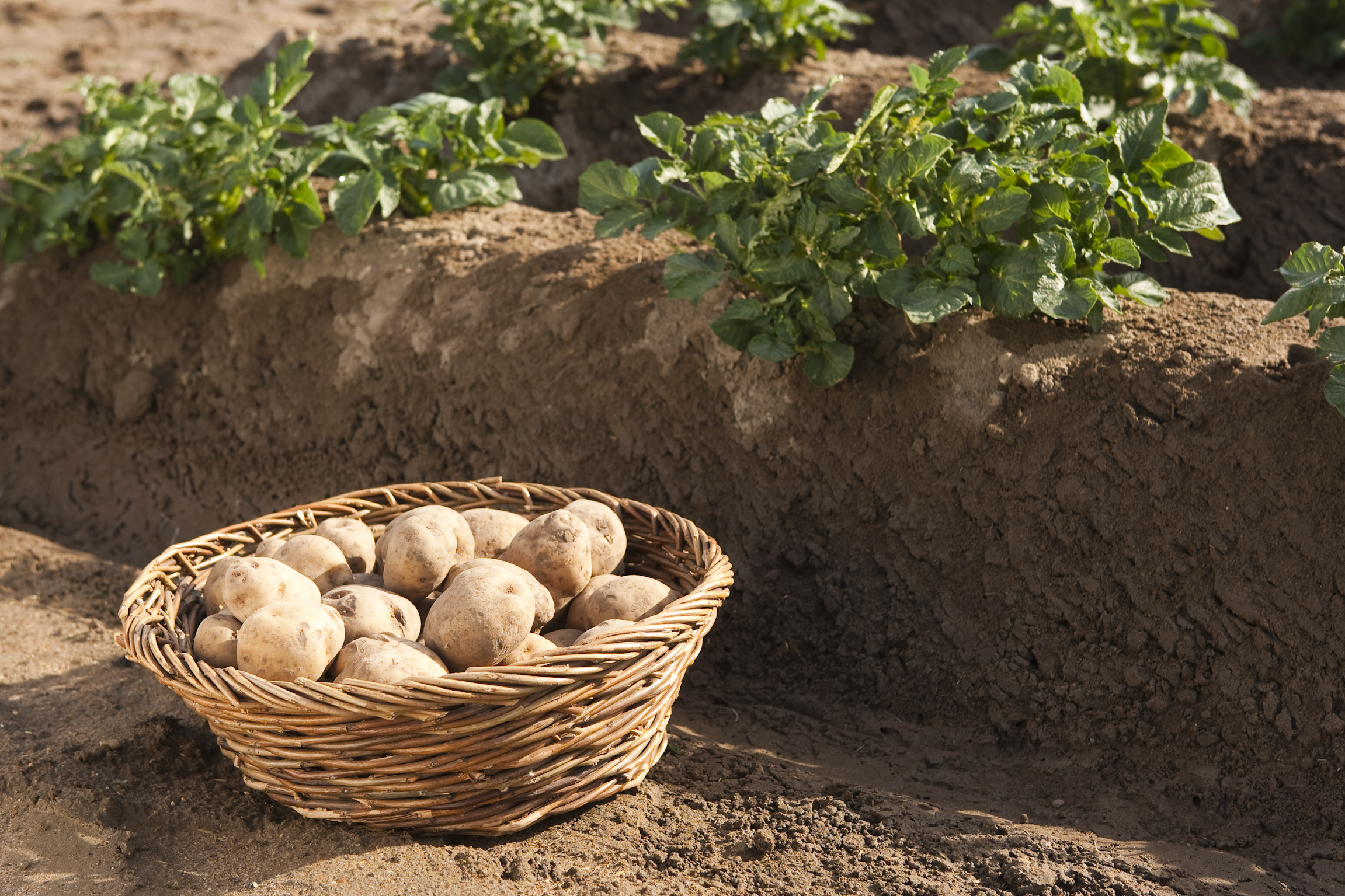
Pommes de terre transgénique Amflora

Une pomme de terre transgénique est une variété de pomme de terre (Solanum tuberosum) dérivée d'une variété existante génétiquement modifiée par transgenèse, c'est-à-dire dont le génome a été modifié par l'introduction d'un ou de quelques gènes provenant d'autres espèces, ou dans certains cas de gènes préexistants modifiés.
De nombreuses variétés transgéniques de pomme de terre ont été créées depuis le milieu des années 1980, soit pour des motifs de recherche fondamentale, soit dans le but d'augmenter leur valeur économique, en améliorant certaines caractéristiques agronomiques ou nutritionnelles, ou en modifiant leur composition pour produire des substances utiles à des fins industrielles ou médicales.
En pratique seules quelques-unes ont obtenu l'autorisation de production commerciale dans certains pays. C'est notamment le cas de la variété 'Amflora' destinée à l'industrie féculière, autorisée en 2010 dans l'Union européenne. C'est la seule qui sera cultivée dans le monde en 2011. Plusieurs, bien qu'autorisées, ont vu leur production abandonnée pour des raisons économiques, cas des pommes de terre 'NewLeaf', destinées à l'industrie de transformation agro-alimentaire (frites surgelées, chips, etc.), commercialisées aux États-Unis à partir de 1995 et retirées du marché par Monsanto en 2001 à cause de leur rejet par les industriels du secteur et les chaînes de restauration rapide.
Certains scientifiques distinguent, selon la provenance des gènes introduits, trois catégories de pommes de terre génétiquement modifiées : « cisgénique », « intragénique » et « transgénique ». Les deux premières concernent les gènes provenant d'espèces appartenant au pool génique de la pomme de terre, c'est-à-dire l'espèce cultivée (Solanum tuberosum) et les espèces de pommes de terre sauvages compatibles, et la dernière ceux provenant d'espèces non apparentées, voire très éloignées (bactéries, champignons, etc.).
Bien que sa culture n'ait qu'une importance très marginale, la pomme de terre transgénique est l'une des plus importantes parmi les plantes transgéniques, l'une des premières à avoir fait l'objet de manipulations génétiques dans les années 1980, la troisième après le maïs et le colza si l'on considère le nombre d'essais au champ réalisés dans le monde (10 % du total dans la période 1987-2002) ; elle fait aussi l'objet de très nombreuses recherches en laboratoire.
Comme d'autres plantes génétiquement modifiées, les pommes de terre transgéniques suscitent méfiance et rejet d'une grande partie de l'opinion publique, particulièrement en Europe et au Japon. Une étude réalisée au Royaume-Uni dans les années 1990 a donné lieu à une importante polémique lors de l'affaire Pusztai. Elles ont été bannies en 2007 par le gouvernement régional de Cuzco (Pérou) par crainte que les variétés indigènes locales ne voient leurs caractéristiques altérées, dans une région qui est l'un des centres de diversification de l'espèce et où la conservation in situ de la ressource génétique que constituent ces variétés est une préoccupation. En 2014, à l'occasion de la mise sur le marché de la pomme de terre OGM Innate créée par J.R. Simplot Co.'s, le géant du fast food McDonald affirme qu'il n'utilisera pas de pommes de terres transgéniques et qu'il n'a pas l'intention de modifier sa politique d'approvisionnement.

## Intérêt des modifications génétiques chez la pomme de terre
L'intérêt des modifications génétiques chez la pomme de terre résulte de diverses caractéristiques de cette culture.
L'espèce est l'une des principales plantes alimentaires au niveau mondial. Il en existe des variétés adaptées à une grande diversité de climats, tant dans les zones tempérées que tropicales et subtropicales, aussi bien en plaine qu'en altitudes élevées.
Elle est très productive et considérée comme l'un des moyens d'assurer la sécurité alimentaire d'une population mondiale en augmentation constante.
Le génome de la pomme de terre a été entièrement séquencé en 2009, ce qui facilite l'identification des gènes d'intérêt.
De nombreux caractères, notamment de résistance aux maladies ou aux ravageurs, sont liés à un seul gène ou à quelques gènes.
La reproduction végétative qui se pratique par la plantation de tubercules est un véritable clonage, qui permet de conserver à l'identique le patrimoine génétique de la variété.
La pomme de terre se prête déjà à différentes techniques de biotechnologie puisque depuis l'après-guerre se sont fortement développées dans les pays occidentaux la régénération de plantules à partir de cultures de méristèmes, ainsi que la micropropagation, dans le but de produire des plants certifiés, indemnes en particulier de virus et d'autres agents pathogènes.
Le pool génique de la pomme de terre comprend de nombreuses espèces sauvages qui présentent une ressource génétique importante, en particulier de gènes de résistance à diverses agressions, déjà exploitée par des méthodes de sélection classique. Toutefois, le croisement d'une variété cultivée avec une espèce apparentée introduit en général des gènes non désirés qu'il faut éliminer par une série de rétrocroisements successifs qui peuvent prendre des années, en moyenne de 12 à 15 ans. La transformation génétique permet d'économiser du temps tout en préservant les caractéristiques de la variété de départ.
Les variétés cultivées de pomme de terre sont tétraploïdes, c'est-à-dire qu'elle disposent de quatre jeux de chromosomes identiques, manifestent une forte dépression endogamique et présentent un niveau élevé d'hétérozygotie. Ces caractéristiques compliquent la sélection de nouvelles variétés par hybridation classique entre variétés de pommes de terre, la tétraploïdie rendant difficile le transfert des caractères recherchés à la descendance. En outre, les croisements ne sont pas toujours possibles avec certaines espèces apparentées, qui possèdent des gènes d'intérêt mais qui ont un niveau de ploïdie différent.

## Méthodes de transformation
Les modifications génétiques de la pomme de terre se font généralement par l'intermédiaire d'une bactérie du sol, Agrobacterium tumefaciens, méthode qui permet des améliorations ciblées.
Dans les premières expériences de transformation génétique de la pomme de terre menées en 1986, on a utilisé également Agrobacterium rhizogenes.
Des méthodes faisant appel à la biolistique sont également utilisées.
Généralement, le gène marqueur utilisé pour la sélection est un gène de résistance à un antibiotique, c'est le plus souvent le gène nptII qui induit une résistance à la néomycine et à la kanamycine.
Les chercheurs s'orientent de plus en plus vers la cisgénèse ou intragénèse qui consiste à n'introduire dans le cultivar nouveau que des gènes issus de la pomme de terre ou d'espèces proches avec lesquelles des croisements seraient possibles, et à éliminer les gènes marqueurs.
C'est possible non seulement pour les gènes d'intérêt, mais aussi pour les éléments régulateurs (promoteur et terminateur).
Cette technique, qui vise aussi à dissiper les craintes des consommateurs à l'égard des variétés génétiquement modifiées, est notamment suivie par le groupe américain Simplot. Cette société a annoncé en juillet 2011 la création, sous la marque « Innate technology », de nouvelles variétés de pomme de terre génétiquement modifiées uniquement avec des gènes propres de l'espèce avec l'objectif d'améliorer trois critères importants pour l'industrie de transformation : la réduction du noircissement interne à la suite de chocs, la réduction de la rétrogradation de l'amidon en sucres simples au cours du stockage (facteur du noircissement des frites) et la diminution de la teneur en asparagine (facteur de formation d'acrylamide à la friture).
Une autre méthode applicable pour créer des variétés génétiquement modifiées en modifiant des gènes préexistants dans la plante est celle dite « Tilling » (Targeting Induced Local Lesions in Genomes, en français « ciblage des lésions locales induites dans le génome »), qui fait appel à la mutagenèse associée à des méthodes d'analyse de l'ADN pour isoler les cellules présentant les caractères recherchés. Elle a été utilisée par la société allemande Bioplant pour produire une pomme de terre sans amylose. Cette méthode, outre qu'elle ne permet pas d'introduire des caractères nouveaux, par exemple de résistance, présente l'inconvénient de créer de multiples mutations indésirées affectant de nombreux gènes et qui ne peuvent être éliminées que par une série de rétrocroisements. Cependant au regard de la réglementation existante, elle n'est pas assimilée à la transgénèse et n'est pas soumise à des processus d'autorisation aussi rigoureux.
L'utilisation d'enzymes particulières appelées nucléases effectrices de type activateur de transcription (TALEN, acronyme de Transcription activator-like effector nuclease) permet de retirer un gène particulier sans transfert d'éléments extérieurs (technique analogue à celle de l'invalidation génique). Une équipe japonaise du centre de recherche scientifique RIKEN a ainsi montré la possibilité de supprimer la synthèse des glycoalcaloïdes toxiques en supprimant le gène SSR2 (sterol side chain reductase 2).
La société Cellectis Plant Science a montré de son côté la possibilité en supprimant un seul gène d'inhiber la dégradation des sucres dans le tubercule, évitant ainsi le sucrage induit par les basses températures et la formation d'acrylamide lors de la friture. Ce projet a fait l'objet d'une requête auprès de l'APHIS (Animal and Plant Health Inspection Service) aux États-Unis, à la suite de laquelle APHIS a reconnu que cette pomme de terre ainsi modifiée n'était pas soumise aux règle du Protection Plant Act car elle ne contient dans son génome aucun élément étranger.

## Applications de la transgénèse chez la pomme de terre
Les applications de la transgénèse chez la pomme de terre qui ont fait l'objet d'études en laboratoire sont nombreuses et diversifiées, touchant à des domaines relatifs à l'agronomie (résistances à des agresseurs biotiques et abiotiques), à la nutrition humaine par l'amélioration de la composition des tubercules, ainsi qu'à des applications industrielles ou pharmaceutiques,.
Contrairement à ce qui se passe pour d'autres espèces, comme le maïs notamment, les modifications génétiques étudiées chez la pomme de terre portent davantage sur des modifications de sa composition (amidon, sucres, protéines, etc.) que sur des résistances à des herbicides ou à des insectes ou maladies.

### Recherche fondamentale

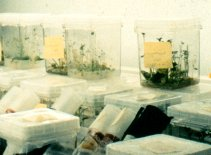
Culture tissulaire in vitro d'explants de pomme de terre

La création de variétés transgéniques sert dans certaines études de recherche fondamentale, notamment pour comprendre le fonctionnement de certains gènes.
En 1999, une étude germano-américaine portant sur l'insertion d'un gène exprimant le phytochrome B d'une espèce d'Arabidopsis dans une pomme de terre transgénique (dérivée du cultivar 'Désirée') a montré la possibilité d'augmenter les performances photosynthétique de la plante et sa longévité physiologique.
En Allemagne, l'Institut Max-Planck de physiologie moléculaire des plantes à Golm (Potsdam) étudie des pommes de terre dont on a modifié la densité stomatale dans le but de favoriser les échanges gazeux et donc d'améliorer le métabolisme et la croissance.
En France, en 2001, des pommes de terre génétiquement modifiées par intégration du gène de la
nitrate réductase du tabac (gène nia2) ont été cultivées en serre à Ploudaniel par une équipe de l'INRA pour étudier le métabolisme de l'azote dans la plante.

### Applications agronomiques

#### Résistance aux ravageurs
- Résistance aux insectes

Les pommes de terre NewLeaf, commercialisées par Monsanto de 1995 à 2001 incorporaient un gène Bt (Bacillus thuringiensis var. tenebrionis)  exprimant une toxine, Cry 3A, qui agit spécifiquement sur les coléoptères et confère à ces plantes une résistance au doryphore (Leptinotarsa decemlineata Say), principal ravageur des cultures de pommes de terre dans le monde.
Des pommes de terre Bt, résistant au doryphore, ont également été autorisées en Russie.
Un autre gène Bt, issu de Bacillus thuringiensis subsp. kurstaki, exprime une protéine, Cry1Ia1, qui cible les lépidoptères et a été utilisé pour créer des lignées de pommes de terre résistant à la teigne de la pomme de terre (Phthorimaea operculella).
Des essais au champ, démontrant l'efficacité de cette transformation contre la teigne, ont été menés notamment en Égypte et en Afrique du Sud, ainsi qu'au Pérou par le centre international de la pomme de terre (la teigne est en effet un important ravageur de la pomme de terre dans les pays chauds, tant en culture qu'en phase de stockage), mais aucune autorisation n'a été délivrée.
En Afrique du Sud, l’efficacité de la variété SpuntaG2, créée par lAgriculture Research Council (ARC) à partir du cultivar 'Spunta', a été démontrée par des essais réalisés sur plusieurs saisons en collaboration avec l’université d'État du Michigan.
L’African Centre for Biosafety (ACB), organisation indépendante qui milite contre les OGM, s'est opposé le 8 septembre 2008 à sa commercialisation, considérant qu'elle « posait des risques inacceptables pour la santé humaine et l'environnement ». Toutefois, d’autres facteurs contrarient l’autorisation commerciale de cette variété. Ce sont d’une part le fait que les droits sont partagés entre plusieurs entités, dont Syngenta et Monsanto et d’autre part l’absence de cadre légal clair dans les pays voisins en Afrique australe.
En Égypte, après plusieurs années d’essais probants menés entre 1993 et 2001, le gouvernement a renoncé à commercialiser cette pomme de terre transgénique, pour préserver ses exportations de pommes de terre vers l’Union européenne.
- Résistance aux nématodes

Des expériences de création de lignées résistantes aux nématodes à kystes (genre Globodera) sont notamment menées au Royaume-Uni par le John Innes Centre,.

#### Résistance aux maladies

##### Résistance aux maladies fongiques et bactériennes
Le mildiou causé par Phytophthora infestans est considéré comme la maladie la plus grave pouvant affecter les cultures de pomme de terre dans le monde. La lutte contre cette maladie passe principalement par l'emploi de fongicides et par le recours à des cultivars résistants. Cependant la sélection classique n'a pas permis d'obtenir des résultats satisfaisants, notamment du fait que les souches de Phytophthora s'adaptent constamment au fil des années et contournent les résistances mises en place. Des recherches en cours, dans différents pays, visent à créer de nouvelles lignées résistantes par l'ingénierie génétique.
C'est notamment le cas du « plan DuRPh » (Duurzame Resistentie tegen Phytophthora in aardappel door cisgene merkervrije modificatie), programme décennal lancé par le gouvernement néerlandais en 2006. Ce plan de recherche fondamentale et appliquée, piloté par l'université de Wageningen, a pour objectif de mettre au point des cultivars présentant une résistance durable et de haut niveau au mildiou de la pomme de terre. Ce plan met l'accent sur deux caractéristiques particulières, censées faciliter l'acceptation des futures variétés transgéniques par l'opinion publique et le marché, d'une part le recours à des gènes provenant d'espèces sauvages proches de la pomme de terre, les mêmes que ceux susceptibles d'être utilisés en sélection classique (cisgènes), d'autre part l'absence de gènes de sélection, donc d'ADN surnuméraire conférant des caractères de résistance à des antibiotiques ou à des herbicides. Les futurs cultivars transgéniques devront aussi combiner différents jeux de gènes de résistance, adaptés au fil des saisons en fonction des conditions agronomiques et climatiques, de la même manière que sont conçus les vaccins anti-grippe, pour offrir le meilleur niveau de résistance possible.
Au Royaume-Uni, des essais au champ ont été autorisés en 2010 pour tester des variétés créées par le John Innes Centre intégrant des gènes de résistance au mildiou provenant de deux espèces sauvages (Solanum venturii et Solanum mochiquense). Des résultats sont espérés pour 2015.
Le 31 octobre 2011, BASF Plant Science a déposé une demande d'autorisation de cultiver la variété 'Fortuna' dans l'Union européenne et de la commercialiser pour l'alimentation humaine et animale en vue de son introduction sur le marché à l'horizon 2014-2015. Cette variété intègre deux gènes de résistance au mildiou, Rpi-blb1 et Rpi-blb2, provenant d'une pomme de terre sauvage d'Amérique du Sud, Solanum bulbocastanum.
Le transfert de gènes provenant d'un champignon (Talaromyces flavus) et codant la glucose oxydase, qui produit du peroxyde d'hydrogène (H2O2) par oxydation du glucose, a permis de créer des pommes de terre transgéniques résistant à la pourriture bactérienne molle causée par Erwinia carotovora subsp carotovora ainsi qu'au mildiou.

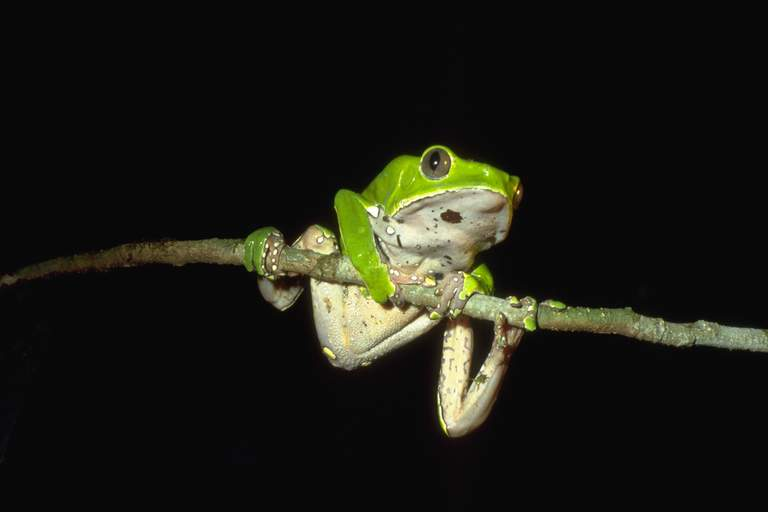
Phyllomedusa bicolor

Des chercheurs canadiens de l'université de Victoria (Colombie-Britannique) ont modifié une pomme de terre de la variété 'Désirée' pour lui faire exprimer une molécule dérivée de la dermaseptine B1, qui est un peptide à fort pouvoir antimicrobien excrété par la peau d'une grenouille arboricole Phyllomedusa bicolor. Des essais ont démontré que cette molécule, baptisée MsrA2, présente dans les pommes de terre modifiées au taux de 1 à 5 μg/g de matière fraîche, protégeait efficacement la plante contre toute une gamme de maladies fongiques (Alternaria, Cercospora, Fusarium, Phytophthora, Pythium, Rhizoctonia et Verticillium) et bactériennes (Erwinia carotovora).

##### Résistance auxviroses
Plusieurs expériences consistant à introduire des gènes exprimant des protéines virales de capside ont été menées depuis la fin des années 1980 aux États-Unis et en Europe, portant sur le virus de l'enroulement, le virus Y et le virus X, qui sont parmi les plus importants de ceux qui affectent les cultures de pomme de terre.
L'une des premières études, publiée en 1988 aux États-Unis, portait sur l'intégration dans le génome de la pomme de terre d'un gène de la capside du virus X conférant à la pomme de terre une résistance à ce virus.
La première pomme de terre transgénique créée aux Pays-Bas fut une lignée présentant une résistance au virus X. Elle a été testée au champ, mais n'a jamais été commercialisée.
Les lignées transgéniques NewLeaf Plus, dérivée du cultivar 'Russet Burbank', et NewLeaf Y, dérivée des cultivars 'Russet Burbank' et 'Shepody', commercialisées en 1998 aux États-Unis par Monsanto, présentaient une résistance au virus de l'enroulement et au virus Y respectivement, combinée avec une résistance aux insectes.

#### Résistance  à des herbicides
La résistance à des herbicides est parfois employée comme moyen de sélection des cellules transformées.
Ainsi, BASF Plant Science GmbH a créé une pomme de terre transgénique destiné à lutter contre le mildiou, dénommée 'Fortuna', en utilisant comme gène marqueur un gène ahas issu d'Arabidopsis thaliana conférant à la plante une résistance aux herbicides de la famille des Imidazolinones ou à base de sulfonylurée,.
Ce peut être aussi un moyen de lutte contre certaines adventices difficiles à éradiquer par d'autres moyens.
Une pomme de terre transgénique résistant à l'asulame a été créée pour lutter contre les orobanches, plantes parasites fréquentes dans le bassin méditerranéen et contre lesquelles il n'existe pas d'herbicide sélectif. L'herbicide, pulvérisé sur les feuilles de la pomme de terre est transféré dans le parasite par translocation via les racines. Dans ce cas, c'est le même gène qui a servi pour la sélection des cellules transformées.

#### Résistance à des facteurs abiotiques
- Résistance au sel

En Corée du Sud, une équipe de l'Institut national de Science et Technologie agricole a modifié des pommes de terre pour intégrer un gène codant un osmolyte destiné à combattre le stress osmotique créé par une salinité excessive du sol en stabilisant le volume des cellules. En l'occurrence, il s'agissait de la  glycéraldéhyde-3-phosphate déshydrogénase (GAPDH) issue d'un champignon, Pleurotus sajor-caju. Des bioessais réalisés sur des sols chargés en sel ont démontré une forte tolérance au sel de ces pommes de terre transgéniques.
- Résistance au froid

### Applications alimentaires

#### Augmentation de la teneur en protéines
En Inde, une lignée de pommes de terre transgéniques, surnommée Protato a été créée en incorporant un gène provenant d'une espèce d'amarante, Amaranthus hypochondriacus, afin de produire une protéine, AmA1 (amaranth seed albumin), présente dans les graines de l'amarante. Cette protéine, non allergique et riche en acides aminés essentiels, est susceptible d'améliorer la valeur nutritionnelle de la pomme de terre, en particulier en corrigeant son insuffisance relative en acides aminés soufrés.
Des essais au champ sur des lignées issues des cultivars 'Chipsona 1' et 'Chipsona 2', 'Jyoti', 'Sutlej', 'Badsah', 'Bahar' et 'Pukhraj', ont montré une augmentation de 35 à 60 % du taux de protéines des tubercules. Les cultivars 'Sutlej' et 'Chipsona 1' sont ceux qui ont donné les meilleurs résultats. L'éventuelle mise sur le marché de la Protato est toutefois subordonnée à une autorisation administrative qui ne semble pas encore à l'ordre du jour.

#### Augmentation de la teneur en caroténoïdes
Plusieurs expériences ont permis de créer des pommes de terre transgénique à teneur enrichie en caroténoïdes, en particulier le bêta-carotène (ou provitamine A) et la zéaxanthine, substance qui a un rôle protecteur des cellules de la rétine. Ces résultats ont été obtenus par des transformations  dans la chaîne de réactions qui conduit à la synthèse du bêta-carotène et de la zéaxanthine, soit par l'introduction de gènes provenant d'Erwinia uredovora pour stimuler la synthèse du phytoène, soit par une stratégie anti-sens pour inhiber certains gènes qui interviennent dans la dégradation des caroténoïdes.
C'est le cas de la Golden Potato mise au point en 2007, à partir du cultivar 'Désirée', par le laboratoire de biotechnologie de l'ENEA (Italie) en collaboration avec l'université de Freiburg. Cette pomme de terre intégrant trois gènes issus d'Erwinia (CrtB : phytoène synthase, CrtI : phytoène désaturase et CrtY : lycopène bêta-cyclase) exprime des niveaux de 114 μg de caroténoïdes et 47 μg de bêta-carotène par gramme de matière sèche (niveau supérieur à celui du riz doré, qui est de 37 μg/g), de sorte que la consommation de 250 g de cette pomme de terre suffirait à fournir 50 % de l'apport journalier recommandé en provitamine A,.

#### Augmentation de la teneur en calcium
Une expérience menée à l'université Texas A&M (États-Unis) a montré qu'il était possible de tripler la teneur en calcium d'un tubercule par le transfert dans une variété de pomme de terre d'un gène d'Arabidopsis codant les protéines d'un transporteur de calcium CAX1 présent dans la membrane cellulaire des plantes.

#### Amélioration de la qualité des tubercules destinés à la transformation
La société américaine Simplot Plant Science, filiale du groupe Simplot, a mis au point sous le nom de Innate (« innée ») une série de nouvelles variétés transgéniques de pomme de terre modifiées pour réduire le noircissement interne, la présence d'asparagine et le taux de sucres réducteurs. L'objectif est d'améliorer la qualité des produits finis, notamment en réduisant considérablement la formation d'acrylamide lors de la friture, et de limiter les pertes lors du processus de fabrication, tout en conservant les qualités agronomiques et alimentaires des variétés d'origine ('Ranger Russet', 'Russet Burbank' et 'Atlantic').
Une demande d'autorisation a été déposée en janvier 2013 auprès de l'USDA,.

### Applications industrielles

#### Production d'amidon sans amylose
La pomme de terre 'Amflora', créée par BASF Plant Science en Allemagne et autorisée à la production et à la commercialisation dans l'Union européenne depuis 2010, est une variété féculière transgénique qui produit un amidon appauvri en amylose (2 % au lieu de 15 % dans la variété d'origine, 'Prevalent'), particulièrement recherché par l'industrie (colles, adhésifs, papier, etc.). Ce résultat a été obtenu en inhibant, par une stratégie « antisens, l'expression d’une enzyme appelée GBBS (granule bound starch synthetase) qui active la synthèse de l'amylose. Le génome d'Amflora compte également un gène marqueur nptII issu d’Escherichia coli qui confère une résistance à certains antibiotiques (néomycine et  kanamycine) afin de mieux pouvoir sélectionner les cellules effectivement génétiquement modifiée lors du processus de transgenèse. Cet organisme est controversé pour le fait qu'il contient un gène marqueur (de résistance à deux antibiotiques) et parce que selon un rapport de novembre 2011, 50 % des experts ayant permis que cette pomme de terre soit autorisée ont les conflits d'intérêts de certains experts ; selon l'ONG Corporate Europe Observatory (spécialisée dans l'observation et l'alerte quant aux stratégies de lobbying industriel, de corporation ou de cartel), la moitié des experts de l'AESA ayant autorisé la culture de la pomme de terre OGM Amflora (déjà cultivée en Allemagne, Suède et Tchéquie) avaient des conflits d'intérêts.
En 2010, BASF Plant Science a présenté une nouvelle demande d'autorisation auprès de la Commission européenne pour une variété Amedea, destinée à remplacer 'Amflora' ultérieurement.
Aux Pays-Bas, la société Avebe a présenté en 2010 une demande d'autorisation pour une variété similaire, dérivée du cultivar 'Karnico' et baptisée 'Modena', qui a été obtenue par la même modification génétique (inactivation du gène GBBS) afin de produire de l'amidon sans amylose. Toutefois, à la différence des précédentes, cette variété ne comporte aucun gène marqueur et intègre très majoritairement de l'ADN issu de l'espèce Solanum tuberosum elle-même.

#### Production de biopolymères
Aux Pays-Bas, la production de polyhydroxyalkanoates, ou PHA, a été étudiée à l'université de Wageningen dans le but de produire industriellement des matériaux polymères susceptibles de remplacer certaines matières plastiques non biodégradables, dans des pommes de terre transgéniques plutôt que par des bactéries ou d'autres espèces végétales a priori mieux adaptées. Le métabolisme des PHA est en effet plus proches de celui des acides gras, et les premières recherches se sont tournées vers des plantes oléagineuses des genres Arabidopsis et Brassica. L'utilisation de la pomme de terre a été considérée pour permettre une production de masse, mais pose des problèmes car de nombreux mécanismes sont impliqués, nécessitant le transfert simultanés de plusieurs gènes pour lesquels on a dû recourir à une méthode de transfert direct, le bombardement de particules  ou biolistique.

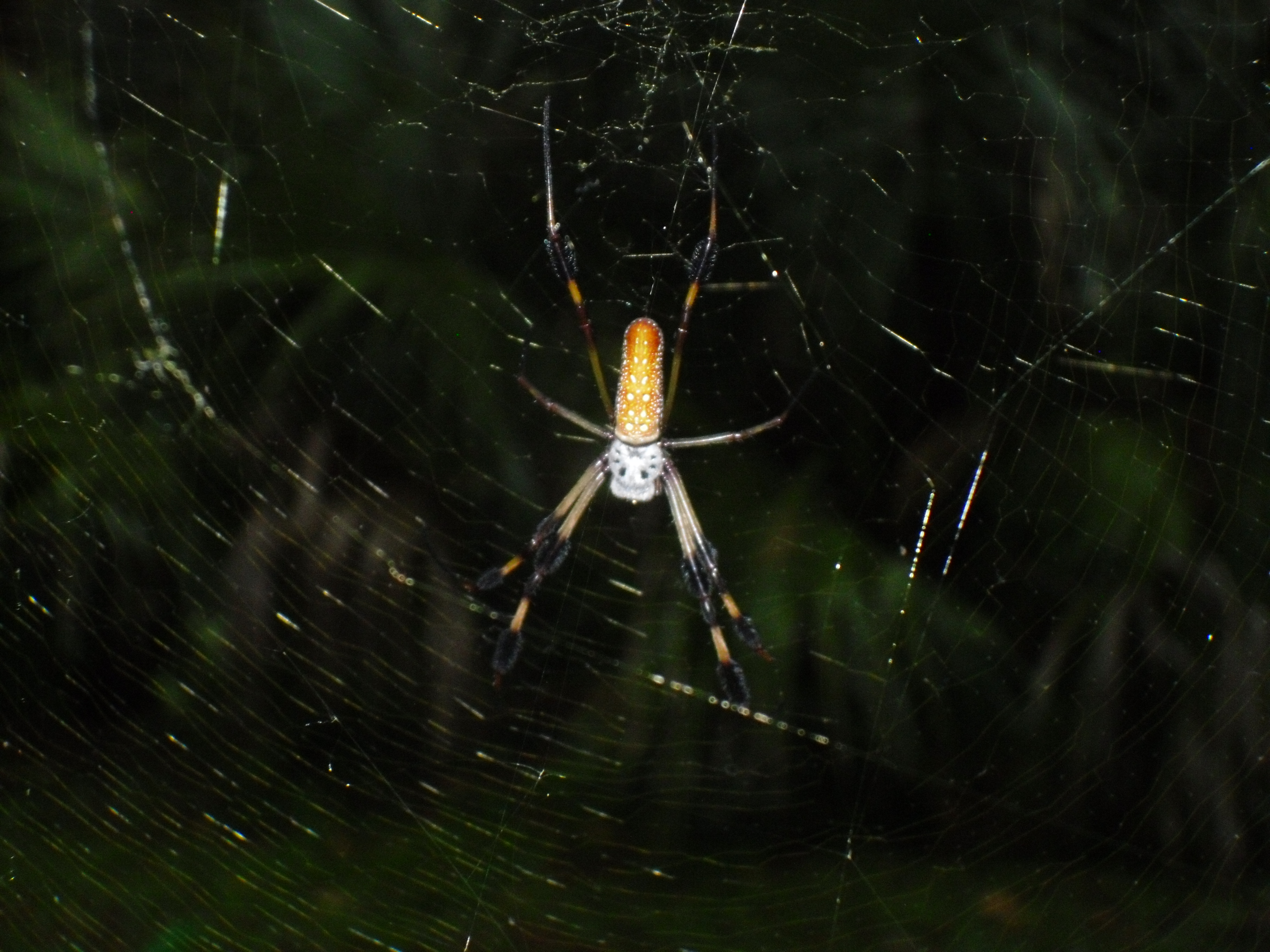
Nephila clavipes

En Allemagne des pommes de terre ont été modifiées pour produire de la cyanophycine, polymère non protéique d'acides aminés synthétisé normalement par des cyanobactéries, dont on peut extraire du polyaspartate, utilisable comme bioplastique. Des essais au champ sont en cours à l'université de Rostock.
En 2001, des chercheurs allemands ont réussi à produire dans des plants de pomme de terre (et de tabac) des protéines homologues des protéines de soie d'une espèce d'araignée (Nephila clavipes) à partir de gènes construits à cet effet. Les protéines de soie d'araignée ont représenté jusqu'à 2 % des protéines solubles totales de la plante.

### Applications médicales et vétérinaires
Par ses caractéristiques botaniques et agronomiques, la pomme de terre est un candidat potentiel intéressant pour des applications d'agriculture moléculaire, qui consistent à se servir des tubercules pour produire et accumuler diverses substances pouvant présenter un intérêt thérapeutique tant pour l'homme que pour l'animal.

#### Production de vaccins antiviraux
Un vaccin oral contre le virus de Norwalk, constitué de deux ou trois doses d'environ 150 g de pommes de terre transgéniques crues, pelées et découpées, a été testé en 1999 aux États-Unis, au Center for Vaccine Development de l'université du Maryland, sur une vingtaine de patients volontaires. Ceux-ci ont très majoritairement (95 %) développé une réponse immunitaire. Ces pommes de terre avaient été modifiées par une équipe du Boyce Thompson Institute (BTI) de l'université Cornell par l'insertion d'un gène codant la protéine de capside du virus de Norwalk (NVCP).
En 2005, un autre vaccin oral à base de pomme de terre contre le virus de l'hépatite B a également été testé sur des patients ayant subi une primo-vaccination. Plus de 60 % d'entre eux ont développé une réponse immunitaire après avoir ingéré des doses de 100 g de pommes de terre crues. Dans ces pommes de terre transgéniques dérivées du cultivar 'Frito-Lay 1607', l'antigène de surface de l'hépatite B (HBsAg) était exprimé à raison de 8,5 μg/g environ.
En 2003, une pomme de terre génétiquement modifiée par une équipe espagnole a permis d'immuniser des lapins contre la maladie hémorragique virale du lapin (provoquée par le virus RHDV). Cette pomme de terre, administrée sous forme d'extraits de feuilles, incorporait un gène VP60, exprimant la principale protéine structurale de cette maladie, sous le contrôle d'un gène promoteur 35S du virus de la mosaïque du chou-fleur.
Une équipe chinoise a réussi en 2003 à immuniser des poulets  contre la bronchite infectieuse aviaire (IBV) en leur administrant des extraits de pommes de terre génétiquement modifiées pour produire la glycoprotéine S1 de l'IBV.
Une étude menée en Argentine par le Centro de Investigaciones en Ciencias Veterinarias (CICV) en 2001 a montré la possibilité de faire produire par des pommes de terre transgéniques une protéine structurale VP1 du virus de la fièvre aphteuse. Des essais ont démontré les propriétés immunisantes contre la maladie d'extraits de ces plantes.

#### Production de vaccins antibactériens
Un vaccin oral contre la toxine du Vibrio cholerae, bactérie agent du choléra, pourrait être obtenu par modification génétique de la pomme de terre. Une expérience américaine menée en 1997 a montré qu'on pouvait, en transférant dans une pomme de terre le gène de la sous-unité B de la toxine cholérique (CTB), induire la synthèse dans la plante de la toxine CTB, jusqu'à 0,3 % des protéines solubles totales, en conservant les propriétés biochimiques et immunologiques de la molécule originale.
De même, dans une expérience de 1998, un vaccin oral contre l'entérotoxine d' Escherichia coli, responsable de diarrhées aiguës, basé sur une pomme de terre transgénique, a été testé avec succès sur des souris. Les auteurs avaient transféré dans la plante un gène codant la sous-unité B de l'entérotoxine thermo-labile  (LT-B) d'Escherichia coli.

#### Production de protéines humaines
Diverses protéines humaines ont pu être produites par des pommes de terre transgéniques. L'un des intérêts de cette méthode est d'éviter toute contamination par des virus animaux ou par des endotoxines bactériennes. Toutefois la faible teneur en protéines des tubercules (environ 2 % du poids frais) est un facteur limitant.
Une expérience menée en 2001 à l'école de médecine vétérinaire de l'université de Hokkaidō a montré la possibilité d'exprimer deux sous-types d'interférons (HuIFN-alpha2b et HuIFN-alpha8) dans des pommes de terre transformées. L'activité antivirale de l'interféron dans des extraits de plante a été mesurée à 560 UI par gramme de tissu.
L'intégration d'un fragment d'ADNc codant la lactoferrine humaine dans le génome d'une pomme de terre a permis d'exprimer cette molécule dans le tubercule à hauteur de 0,1 % des protéines solubles totales. Des tests ont montré que la lactoferrine ainsi produite conservait ses qualités bactériostatiques et bactéricides.
Des facteurs de nécrose tumorale (HuTNF-α) ont également été produits dans des pommes de terre transgéniques jusqu'à un niveau de 15 μg/g de tissu de la plante, niveau jugé suffisant pour produire les mêmes effets que la molécule contenue dans le lait humain.

## Essais au champ

Autorisation d'essais au champ délivrées dans l'Union européenne

De très nombreux « essais au champ » de pommes de terre transgéniques, donc de culture en milieu ouvert mais dans des conditions confinées expérimentalement, ont été réalisés dans le monde depuis 1989, principalement en Europe et aux États-Unis. Dans l'Union européenne, ils nécessitent une autorisation préalable de « dissémination volontaire » dans le cadre de la directive 2001/18/CE du Parlement européen et du Conseil du 12 mars 2001 relative à la dissémination volontaire d'organismes génétiquement modifiés dans l'environnement.
Jusqu'en 2010, quinze pays membres de l'Union européenne avaient procédé à 261 essais au champ de pommes de terre transgéniques, parmi lesquels l'Allemagne (76) et les Pays-Bas (61) représentaient près de 50 % du total, suivis par le Royaume-Uni (41), la Suède (35), l'Espagne (22) et la France (13).
Dans la même période, le nombre de ces essais aux États-Unis s'est élevé à 831.
Parmi les autres pays ayant procédé à de tels essais figurent notamment l'Afrique du Sud, l'Argentine, l'Australie, le Canada, la Chine, l'Inde, l'Indonésie et la Nouvelle-Zélande.
En 2012, des essais au champ d'une variété cisgénique de pomme de terre du cultivar 'Désirée' ont été autorisés en Irlande. Ces pommes de terre modifiées ont reçu un gène Rpi-vnt1.1 provenant de l'espèce de pomme de terre sauvage Solanum venturii leur conférant une résistance au mildiou.

## Cultures commerciales
Les autorisations accordées pour la production de pommes de terre transgéniques sont très limitées. En pratique, en 2011 seule la variété 'Amflora' sera cultivée en Europe sur moins de vingt hectares.

### États-Unis: NewLeaf
Des pommes de terre transgéniques NewLeaf, produites par NatureMark, filiale du groupe Monsanto, ont été cultivées entre 1996 et 2001, principalement aux États-Unis, où elles ont représenté 30 000 hectares (en 1999) soit 4 % des surfaces totales de pommes de terre, mais aussi au Canada et en Roumanie. La culture de ces variété a également été autorisée au Mexique et en Russie.
La culture de ces variétés a cessé après 2001 par décision de Monsanto qui, prenant acte des réticences du marché, a arrêté leur maintenance pour concentrer ses recherches sur quatre espèces (blé, coton, maïs, soja).

### Union européenne: Amflora
Les premières cultures de pommes de terre Amflora ont eu lieu en 2010 en Allemagne, en Suède et en République tchèque sur une surface totale de 244 hectares. Au cours de cette campagne, un incident s'est produit en Suède lorsqu'on a trouvé dans un champ d'Amflora quelques plants d'une autre variété transgénique, 'Amadea', qui n'était pas autorisée. Les prévisions pour 2011 portent sur 17 hectares seulement (2 en Allemagne et 15 en Suède), destinés exclusivement à la production de plants.

### Russie
Plusieurs variétés de pommes de terre transgéniques ont été mises au point par le centre de bioingénierie de l'Académie des sciences de Russie dans les années 2000 et certaines ont été autorisées pour l'alimentation, dont deux, ‘Elizaveta’ (2005) et ‘Lugovskoy’ (2006), résistantes au doryphore.

## Prévisions
Plusieurs variétés de pommes de terre transgéniques pourraient arriver sur le marché dans l'avenir, soit que des demandes d'autorisations aient été formulées, soit que les recherches soit très avancées.
- En Argentine, la société Tecnoplant a présenté deux demandes pour des pommes de terre résistant au virus Y (événements de transformation SY230 et SY233) ; échéance : 2012.

- Aux Pays-Bas, la société Avebe a présenté une demande auprès des autorités européennes pour une pomme de terre cisgénique à amidon sans amylose ; échéance : 2014.

- En Inde, trois lignées sont très avancées portant respectivement sur la résistance au mildiou (événement : RB), la limitation du sucrage induit par le froid[77] (événement : Nt-Inhh, iIRINV), le nanisme (événement : A20 oxidase) ; échéance : 2011 et 2014.

- En Chine, une variété transgénique est au stade des essais en milieu ouvert ; échéance : 2014.

## Risques de dissémination
Parmi les risques induits par la culture de pommes de terre transgéniques, figure celui de l'éventuelle dissémination de gènes modifiés dans l'environnement. Cette dissémination est liée à celle du pollen, dans le cas des variétés mâle fertiles, d'une variété transgénique vers une variété conventionnelle. Les études réalisées, quasi exclusivement sur des champs d'essai de taille limitée, ont montré que la dispersion du pollen était très réduite même à courte distance (fréquence évaluée entre 0 et 0,5 sur 10 000 dès le troisième rang tampon, soit à 2,25 m), validant les distances d'isolement fixées à 20 mètres.
Cette dissémination peut provenir également des repousses spontanées la saison suivante, soit de graines, soit de tubercules restés dans le sol après la récolte, ces pommes de terre se comportant alors comme des mauvaises herbes. Les tubercules sont normalement détruits par le gel mais peuvent survivre si les conditions climatiques le permettent. Les graines peuvent conserver leur pouvoir germinatif pendant plusieurs années, et peuvent être éventuellement disséminées par des animaux qui consommeraient les baies. Il faut noter toutefois que de nombreux cultivars modernes ne fructifient pas ou rarement.
Le risque d'hybridation avec des espèces voisines est nul dans les régions de grande culture de la pomme de terre (Amérique du Nord, Europe, Asie), où les seules espèces spontanées proches sont Solanum nigrum et Solanum dulcamara qui ne peuvent produire des hybrides stériles qu'avec l'aide de manipulations in vitro. Il en revanche réel dans les hauts plateaux andins où la pomme de terre cultivée s'hybride spontanément avec diverses espèces de pomme de terre sauvages notamment Solanum acaule, Solanum albicans, Solanum bukasovii, Solanum chomatophilum, Solanum raphanifolium et Solanum  sparsipilum.
Cela explique la décision prise en 2007 de bannir les pommes de terre transgéniques de la Région de Cuzco  au Pérou, décision motivée également par le souci de préserver l'image de produit « naturel » de la production locale de pommes de terre.
Une autre stratégie avait été adoptée par le Centre international de la pomme de terre pour la création d'une variété résistante aux nématodes, baptisée 'Revolución' et créée à partir d'une variété mâle stérile, donc ne produisant pas de pollen.